# Biggles v džungli
Biggles v džungli (v originále: Biggles in the Jungle) je dobrodružná kniha od autora W. E. Johnse z roku 1942. V Česku byla vydána nakladatelstvím Toužimský & Moravec v Praze v roce 1997.

## Děj
James Bigglesworth (známý pod přezdívkou Biggles) byl požádán svým přítelem Gingerem, aby si udělaili výlet do Střední Ameriky, kde navštívili v Belize Bigglesova známého vicekonzula Carrutherse. Ten jim pověděl, že v oblasti kousek od Belize jménem Neznámá řeka se dějí zlé věci. V oblasti se neustále bouří indiánské kmeny proti sobě a jedny z nich podle dohadů místních domorodců vede člověk, jenž si nechá říkat „Král pralesa“. To prý údajně zavinilo, že se v oblasti ztrácejí lidé, naposledy to byli tří Američané, kteří zde údajně byli na archeologickém průzkumu místních zřícenin. Místní domorodci, kteří se živí sběrem suroviny jménem chicle, si proto netroufají do této oblasti vstoupit, což se stává velkým ekonomickým problémem, avšak podle Carrutherových informací s tím sousední stát Honduras problémy nemá, ba naopak. Carruthers měl podezření, že za tím vším stojí „Král pralesa“ a proto požádal Bigglese a jeho přátele, aby oblast prozkoumal, neboť vlastnili obojživelný stroj jménem „Tulák“. Po přistání na jednom jezeře nalezli na břehu zraněného muže a zachránili ho před jeho nepřáteli, kteří ke břehu dorazili krátce po nich. Zraněný muž (začali mu říkat Černouš) jim pověděl o tom, jak jako otrok společně s ostatními musel tvrdě pracovat pro „Krále pralesa“ (místní mu tam přezdívali Tygr) a při pokusu o útěk byl zraněn jeho kumpány, kterým velel krutý chlap jménem Bogat. Po této krušné události si do oblasti dovezli Carrutherse i se svým sluhou Marcelem Chorrou, aby ho seznámili se současnou situací a požádali ho, aby jim po řece poslal nějaký benzín. Carruthers jim vyhověl a Biggles ho odvezl zpátky do Belize, avšak při návratu zpět si všiml, že mu někdo poškodil letadlo. Bigglesovi se ale podařilo včas přistát a závadu odstranil. Poté požádal lehce zraněného Černouše, aby ho navedl do míst, kde má Tygr základnu. Po přistání poblíže místa Tygrovi vesnice se vydal Biggles s Gingerem na průzkum, mezitím co Algy s Černoušem hlídali letadlo. Po nepříjemném vzestupu po kamenných schodech dorazili do vesnice, kde se jim podařilo nepozorovaně proniknout do Tygrova domu, kde objevili naléhavou zprávu od tajného informátora, který Tygra varoval, že se Biggles a jeho přátelé nachází v jeho oblasti. Podle jeho podpisu se jednalo o Marcela Chorru a bylo tudíž jasné, kdo letadlo poškodil. Tygr je ale při jejich odchodu odhalil a nechal je zavřít do klece s černou pumou, kterou na ně chtěl později pustit. Na poslední chvíli jim, ale přispěchal na pomoc Algy s Černoušem a vysvobodili je. Při útěku z místa jim indiáni poškodili nádrž, ze které vytekl všechen benzín, a byli nuceni přistát na rozvodněné řece. Po zakotvení u břehu, nalezli na okraji džungle dva smrtelně zraněné muže, kteří převáželi benzín v kánoi. Jeden z nich jim v poslední chvíli před smrtí sdělil, že byli napadeni Bogatovou bandou a všechen benzín se i s kánoí potopil do řeky. Bigglesovi se ale s Černoušem podařilo několik barelů vylovit a poté sám odlétl do Belize o všem informovat Carrutherse, mezitím co ostatní vysadil u břehu jednoho jezera. Po svém návratu našel ale jenom Černouše, který mu sdělil, že Algyho a Gingera unesli indiáni. Ti je odvedli do své vesnice, kde se setkali s dalším jejich zajetcem, kterým byl jeden ze ztracených Američanů jménem Eddie Rockwell. Ten jim pověděl svůj příběh o tom, jak naletěl dvěma americkým „dobrodruhům“, kteří údajně chtěli v této oblasti hledat poklad. Místo toho ho ale okradli a nechali bez zásob na pospas džungli, kde ho později zajali indiáni. Krátce potom indiány přepadla Bogatova banda a zajatce si vzala do svých rukou. Rozkázali jim, aby kopali díru u jednoho starého a zbořeného města poblíž schodiště, kde Ginger objevil tajnou skrýš podzemí a podle iniciálů vytesaných na kameni zjistil, že se Tygr pokouší najít Carmichaelův poklad. Biggles se mezitím díky Černoušovi převlékl za indiána a nenápadně se vetřel mezi ně. Využili momentu překvapení a snažili se uniknout po schodech, to jim ale nevyšlo a proto se raději schovali v zřícené budově a později se nenápadně přemístili do oné skrýše v podzemí. Biggles se později vydal sám na průzkum a krátce po jeho odchodu Tygr za pomoci dynamitu odpálil zřícenou budovu, čímž zavalil vchod do skrýše a uvěznil tak zbytek Bigglesovy party. Biggles mezitím vpadl do Tygrova domu a zajal Bogata s Chorrou. Než je ale stačil naložit do letadla, přepadli je indiáni a zavraždili Bogata i Chorru. Bigglesovi s Černoušem se podařilo uniknout a s letadlem společně odlétli za Carruthersem, kde s ním naplánovali přepadovou akci. Mezitím ve skrýši Ginger, Algy a Eddie objevili poklad a později narazili na jeskyni, ve které na ně zaútočili tarantule, ale díky šťastné náhodě se jim podařilo prorazit otvor v jeskyni a náhle se ocitli u oněch kamenných schodů. Všechno se seběhlo zrovna ve chvíli, kdy po schodech utíkal Tygr před indiány. Ten po jejich zahlédnutí rychle změnil směr a snažil se dostat k otvoru do jeskyně. Místo záchrany se ale setkal s pavouky, což způsobilo Tygrův pád hlavou na schodiště. Všichni poté společně s Carruthersem vynesli na povrch poklad ze skrýše, mezitím co Tygr čekal na trest u soudu. Poklad po ohodnocení putoval do různých muzeí a Bigglesova parta se po vyzvednutí odměny z nálezného vrátila zpět do Anglie. Černouš byl oceněn odpovědnou funkcí v řadách místní policie a Eddie se vrátil zpět do USA.

## Hlavní postavy
- James „Biggles“ Bigglesworth
- Algernon „Algy“ Lacey
- Ginger Hebblethwaite
- Carruthers
- Černouš
- Tygr – Král pralesa
- Eddie Rockwell
- Cristoval Bogat
- Marcel Chorra
- Joe Warner, Silas Schmidt – „dobrodruzi“ (sloužili Tygrovi)

## Letadla
- hydroplán „Tulák“ (typ letadla není v knize uveden)